# Witalij Chodosowski
Witalij Leonardowicz Chodosowski (ros. Виталий Леонардович Ходосовский; ur. 22 września 1933 w Leningradzie) – rosyjski szpadzista reprezentujący ZSRR, srebrny medalista mistrzostw świata.
Podczas mistrzostw świata w Budapeszcie w 1959 roku reprezentacja ZSRR w składzie: Arnold Czernuszewicz, Walentin Czernikow, Bruno Habārovs, Witalij Chodosowski i Guram Kostawa zdobyła srebrny medal w zawodach drużynowych. Był to jego jedyny medal wywalczony w zawodach tego cyklu.
Nigdy nie wziął udziału w igrzyskach olimpijskich.